# Erythrogryllacris buttikoferi
Erythrogryllacris buttikoferi är en insektsart som först beskrevs av Heinrich Hugo Karny 1931.  Erythrogryllacris buttikoferi ingår i släktet Erythrogryllacris och familjen Gryllacrididae. Inga underarter finns listade i Catalogue of Life.